# Liste der Abgeordneten im Kommunallandtag der Hohenzollernschen Lande 1907–1912
Diese Liste nennt die Abgeordneten im Kommunallandtag der Hohenzollernschen Lande in der siebten Wahlperiode 1907–1912.

## Zusammensetzung
Der Fürst von Hohenzollern, Wilhelm von Hohenzollern hatte eine Virilstimme, eine weitere Stimme hatten die Fürsten von Fürstenberg, Max Egon II. zu Fürstenberg und Thurn und Taxis, Albert von Thurn und Taxis gemeinsam. Die Fürsten konnten sich im Kommunallandtag vertreten lassen und machten dies auch. Jeweils ein Abgeordneter wurde durch die Stadträte der Städte Sigmaringen und Hechingen gewählt. Je drei Abgeordnete wählten die Amtsversammlungen der vier Oberämter Sigmaringen, Hechingen, Gammertingen und Haigerloch.

## Liste
| Abgeordneter                 | Beruf                                                 | Wahlkörper                                    | Mandatsdauer |
| ---------------------------- | ----------------------------------------------------- | --------------------------------------------- | ------------ |
| Wilhelm Hülsemann            | Fürstlich Hohenzollernscher Hofkammerrat, Sigmaringen | Fürstenhaus Hohenzollern                      | 1907–1912    |
| Friedrich Zopff              | Fürstlich Fürstenbergischer Rentmeister, Sigmaringen  | Fürstenhäuser Fürstenberg und Thurn und Taxis | 1907–1911    |
| Hugo Hirt                    | Fürstlich Fürstenbergischer Hofkammerrat, Sigmaringen | Fürstenhäuser Fürstenberg und Thurn und Taxis | 1911–1912    |
| Emil Belzer                  | Amtsgerichtsrat, Sigmaringen                          | Stadt Sigmaringen                             | 1907–1912    |
| Konrad Mayer                 | Stadtschultheiß, Hechingen                            | Stadt Hechingen                               | 1907–1908    |
| Friedrich Wallishauser       | Redakteur, Hechingen                                  | Stadt Hechingen                               | 1908–1912    |
| Peter Mayer                  | Lehrer, Wessingen                                     | Oberamt Hechingen                             | 1907–1908    |
| Vitus Mauz                   | Bürgermeister, Burladingen                            | Oberamt Hechingen                             | 1907–1909    |
| Karl Schoenfeld              | Oberamtmann, Hechingen                                | Oberamt Hechingen                             | 1907–1912    |
| Peter Gsell                  | Rektor a. D., Stetten bei Hechingen                   | Oberamt Hechingen                             | 1910–1912    |
| Dionys Riester               | Bürgermeister, Weilheim                               | Oberamt Hechingen                             | 1909–1912    |
| Oskar Kraus                  | Amtsrichter, Haigerloch                               | Oberamt Haigerloch                            | 1907–1912    |
| Johann Umbrecht              | Bürgermeister, Glatt                                  | Oberamt Haigerloch                            | 1907–1912    |
| Heinrich von Schulz-Hausmann | Oberamtmann, Haigerloch                               | Oberamt Haigerloch                            | 1907–1912    |
| Georg Koch                   | Bürgermeister, Wald                                   | Oberamt Sigmaringen                           | 1907–1912    |
| Fritz Heilig                 | Hirschwirt, Ostrach                                   | Oberamt Sigmaringen                           | 1907–1912    |
| Philipp Longard              | Oberamtmann, Sigmaringen                              | Oberamt Sigmaringen                           | 1907–1912    |
| Erhard Faigle                | Bürgermeister, Melchingen                             | Oberamt Gammertingen                          | 1907–1910    |
| Karl Kloubert                | Oberamtmann, Gammertingen                             | Oberamt Gammertingen                          | 1907–1912    |
| Alois Eisele                 | Bürgermeister, Trochtelfingen                         | Oberamt Gammertingen                          | 1907–1910    |
| Adolf Scherer                | Kaufmann, Trochtelfingen                              | Oberamt Gammertingen                          | 1910–1912    |
| Karl Löffler                 | Bürgermeister, Gammertingen                           | Oberamt Gammertingen                          | 1910–1912    |

## Landesausschuss
| Abgeordneter      | Beruf                                                 | Wahlkörper               | Mandatsdauer |
| ----------------- | ----------------------------------------------------- | ------------------------ | ------------ |
| Oskar Kraus       | Amtsrichter, Haigerloch                               | Oberamt Haigerloch       | 1907–1912    |
| Wilhelm Hülsemann | Fürstlich Hohenzollernscher Hofkammerrat, Sigmaringen | Fürstenhaus Hohenzollern | 1907–1912    |
| Alois Eisele      | Bürgermeister, Trochtelfingen                         | Oberamt Gammertingen     | 1907–1910    |
| Anton Reiser      | Stadtbürgermeister Sigmaringen                        |                          | 1907–1912    |
| Vitus Mauz        | Bürgermeister, Burladingen                            | Oberamt Hechingen        | 1908–1909    |
| Karl Schoenfeld   | Oberamtmann, Hechingen                                | Oberamt Hechingen        | 1910–1912    |
| Karl Löffler      | Bürgermeister, Gammertingen                           | Oberamt Gammertingen     | 1910–1912    |

Vorsitzender von Kommunallandtag und Landesausschuss war Wilhelm Hülsemann.